# Pjandzj
38°09′38″N 70°30′27″Ø / 38.160476°N 70.507507°Ø
Pjandzj (tadsjikisk: Панҷ – Pandzj, russisk: Пяндж – Pjandzj) er Amu Darjas største biflod. Den ligger i Tadsjikistan og Afghanistan. Floden er 1125 km lang og danner grænse mellem Afghanistan og Tadsjikistan over store dele af sin længde. Pjandzj har et afvandingsområde på 114.000 km², og har en middelvandføring på ca. 1.000 m³/s.
Floden begynder i søen Zorkul (4.130 moh.) i Pamirbjergene, på grænsen mellem Afghanistan og Tadsjikistan. Den løber derfra mod vest, først under navnet Pamir, til den løber sammen med floden Wakhan og skifter navn til Pjandzj. Floden Wakhan, som er Pjandzj længste tilløb, starter fra en isbræ øverst i Waghjirdalen, hvor Afghanistans, Pakistans og Kinas grænser mødes.
Etter sammenløbet mellem Pamir og Wakhan løber Pjandzj først mod sydvest, før den ved byen Eshkashem drejer mod nord. Ved sammenløbet med floden Gunt ligger byen Khorog, hovedstaden i den autonome region Gorno-Badakhsjan i Tadsjikistan. 50 km nord for Khorog løber den sammen med sin største biflod, Bartang. Pjandzj-floden, som løber mellem høje bjerge i en dyb og kløftlignende dal, drejer gradvis først mod nordvest, før den senere igen vender i sydvestlig retning, helt til den løber ud af den trange Pjandzjdalen og ved sammenløbet med Vakhsj danner Amu Darja.